# Kölner Decke

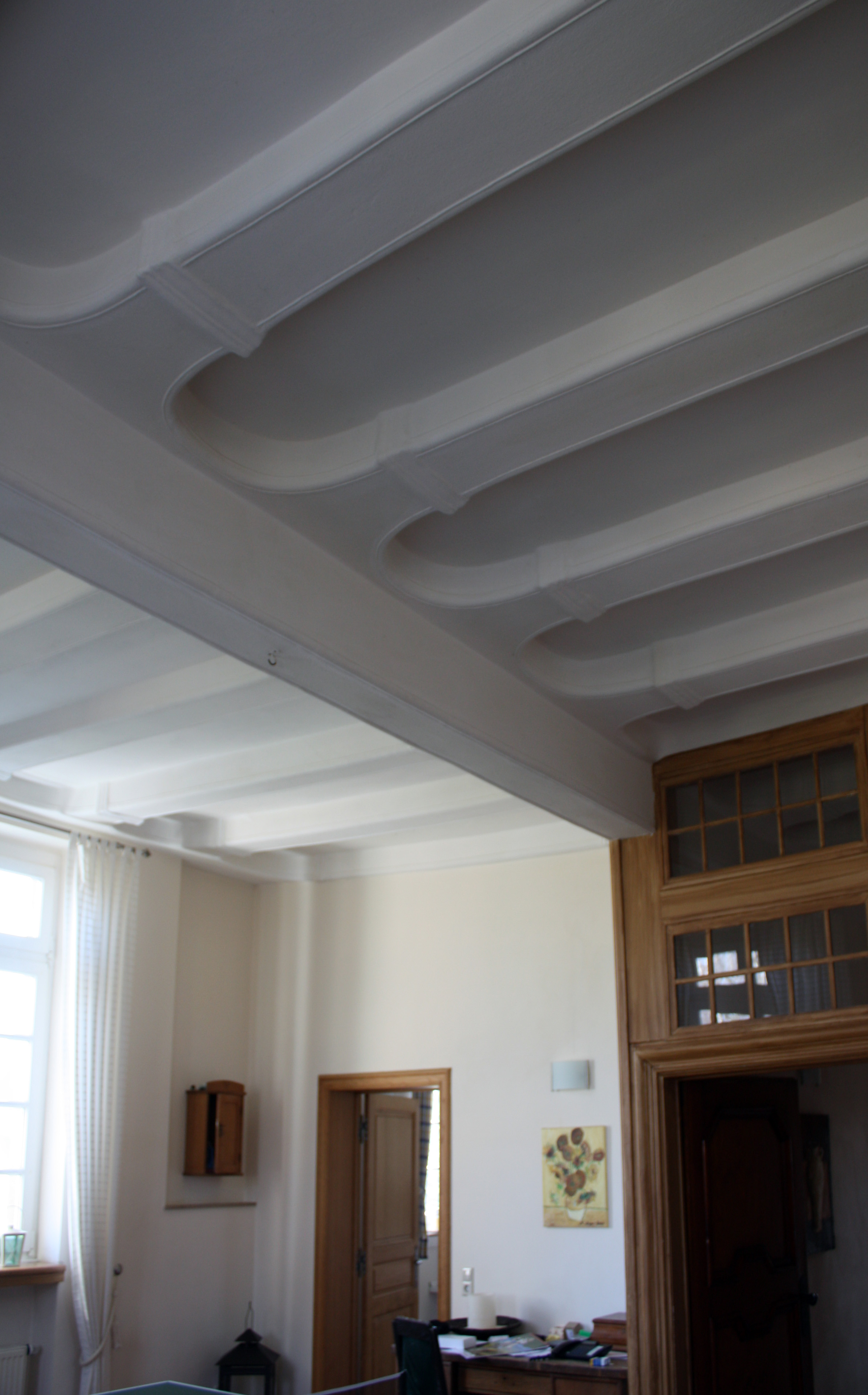
Kölner Decke in der Wasserburg Redinghoven

Kölner Decke bezeichnet eine vollständig verputzte Balkendecke, bei der die Enden zwischen zwei Deckenbalken halbrund ausgestaltet sind.

## Beschreibung
Eine Kölner Decke ist eine Konstruktion aus Deckenbalken und den darüber liegenden Dielen, die vollständig von Putz überzogen ist. Die Unterseiten der Balken sind oft mit Stuckornamenten versehen, während die zwischen den Balken liegenden Deckenflächen glatt verputzt sind, manchmal liegen allerdings auch darauf Stuckornamente. Somit bleibt die Balkenstruktur sichtbar. Die Ausrundungen am Ende des Deckenfeldes können unterschiedlich profiliert sein.
Kölner Decken waren seit der ersten Hälfte des 17. Jahrhunderts bis ins erste Drittel des 18. Jahrhunderts vor allem im Rheinland sehr beliebt, wurden dann aber zunehmend von flächigen Stuckdecken, also z. B. aufgelegte Stuckleisten, die geometrische Ornamente auf glattem Grund ausbilden, verdrängt. Im Historismus, also in der zweiten Hälfte des 19. Jahrhunderts wurden im Zuge der Wiederaufnahme historischer Stilformen auch Kölner Decken wieder beliebt. Sie wurden zum Beispiel auf damals modernen Konstruktionen angebracht. Unter dem Stuck finden sich daher manchmal statt Balken Stahlträger oder Unterzüge aus Beton.
Die größte erhaltene Decke dieser Art befindet sich im Haus Töller auf der Weyerstraße in Köln. Eine geographisch ungewöhnlich abgelegene Kölner Decke befindet sich im Wartesaal 1. Klasse des Bahnhofs Bayerisch Eisenstein (1878) in Bayern.

Bildbeispiele
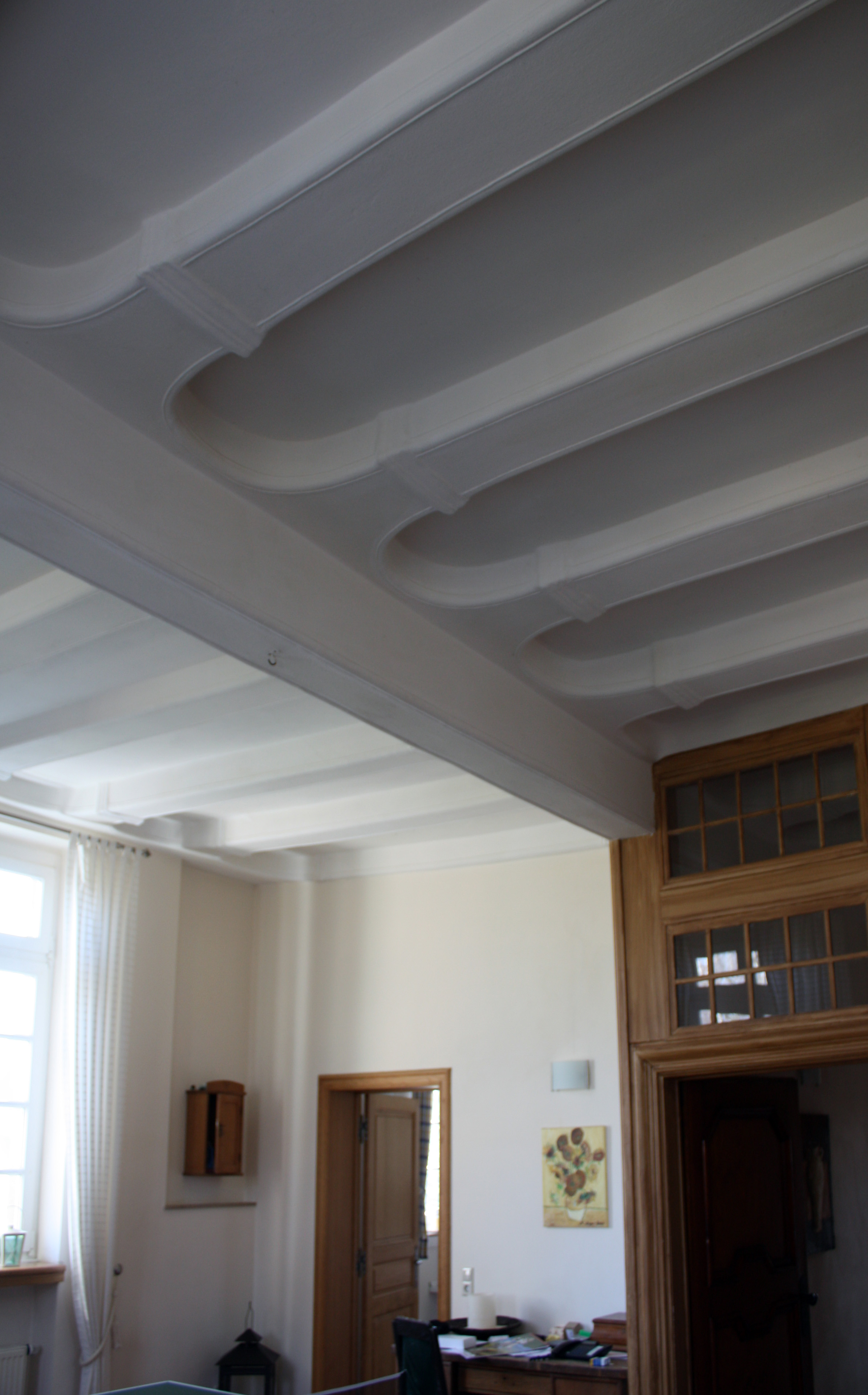
Kölner Decke in der Wasserburg Redinghoven.
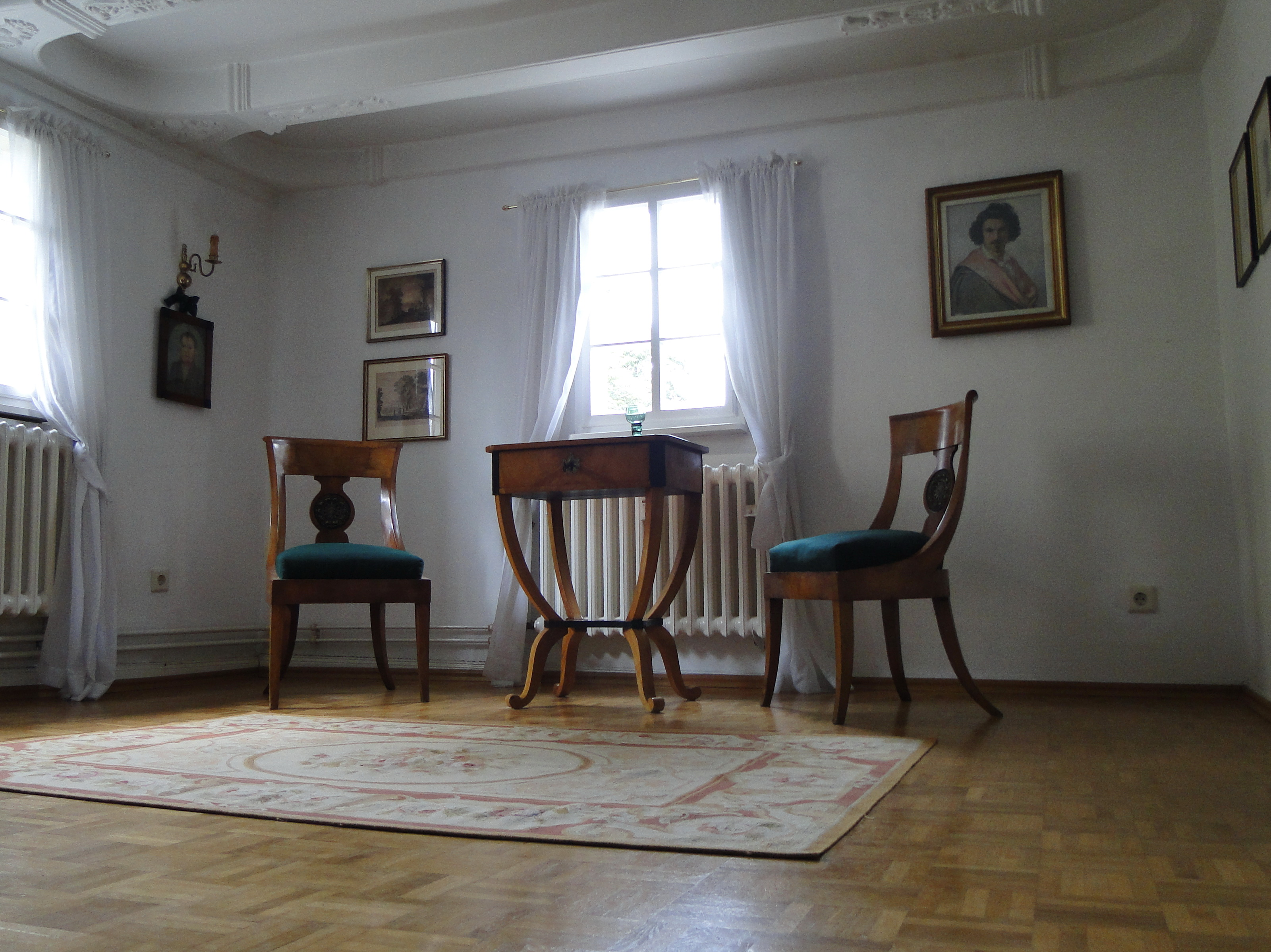
Kölner Decke im Haus Stroof in Vilich.
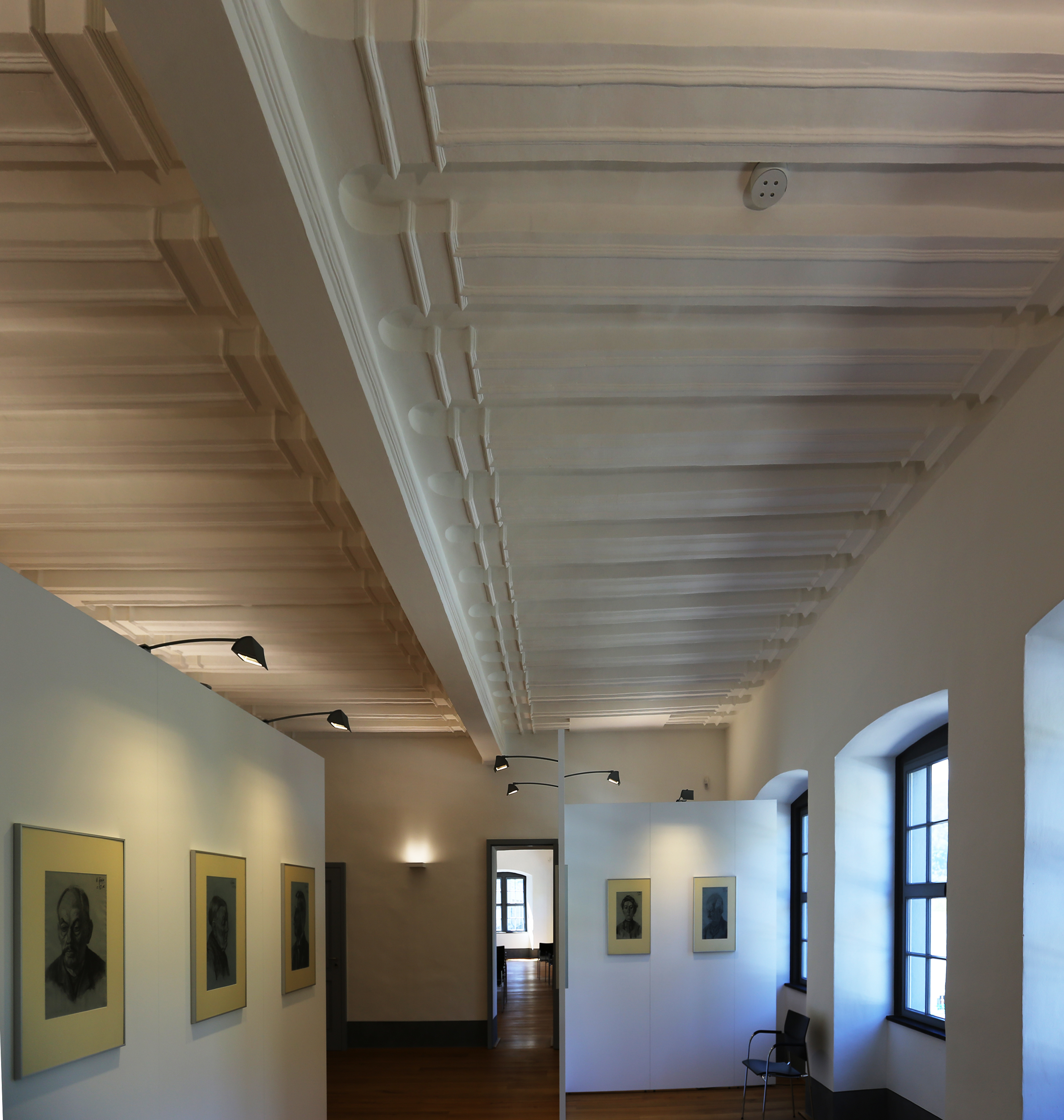
Kölner Decke in der Kurfürstlichen Burg von Boppard